# Провинција Ечиго
Ечиго (јап. 越後国) је једна од 66 историјских провинција Јапана, која је постојала од почетка 8. века (закон Таихо из 703. године) до Мејџи реформи у другој половини 19. века. Ечиго се налазио на северној обали  острва Хоншу, на обали Јапанског мора.
Царским декретом од 29. августа 1871. све постојеће провинције замењене су префектурама. Територија Ечига одговара данашњој префектури Нигата.

## Географија
Ечиго се граничио са провинцијом Ечу на западу, са провинцијама Шинано, Козуке и Ошу на југу, и са провинцијом Дева на истоку: на северу је излазио на Јапанско море.